# Linien - Lyset
|  | Denne artikel er oprettet af botten PalnaBot ud fra en ekstern database. Den kan derfor have sproglige fejl eller mangler. Denne skabelon kan fjernes efter kontrol af indholdet. |

Linien - Lyset er en film instrueret af Rikke Rørbech.

## Handling
4. maj 1995 kl. 22-24 fejrede Danmark 50-året for 2. verdenskrigs afslutning ved en stor kunstbegivenhed, en laserlys-linje fra Skagen til den tyske ø Sild. Det kunstneriske koncept var udviklet af den danske billedkunstner Elle-Mie Ejdrup Hansen.